# Centrale nucléaire d'Embalse
La centrale nucléaire Embalse est située sur la rive sud d'un réservoir du Rio Tercero près de la ville d'Embalse dans la province de Córdoba, à 110 km au sud-ouest de la ville de Córdoba.

## Description
Cette centrale est équipée d'un réacteur CANDU du type réacteur à eau lourde pressurisée.
| Nom du réacteur | Type de réacteur | Puissance Brute (MW) | Puissance Nette (MW) | Début de construction | Raccordement au réseau | Mise en service commerciale |
| --------------- | ---------------- | -------------------- | -------------------- | --------------------- | ---------------------- | --------------------------- |
| Embalse         | CANDU-6          | 656                  | 608                  | 31.03.1974            | 25.04.1983             | 20.01.1984                  |

Ce réacteur a été construit par un consortium comprenant des sociétés canadienne EACL et italienne Italimpianti. Le contrat d'origine a été signé en 1974 par le général Juan Peron, lors de son éphémère retour au pouvoir, et la centrale a été construite pendant la dictature.
En octobre 2011, cinq pêcheurs argentins ont découvert un poisson loup mutant à trois yeux dans le lac Chorro de Agua Caliente, lac qui reçoit les eaux de refroidissement de la centrale.
La centrale à fait l'objet de travaux de modernisation pendant 3 ans à partir de 2015 jusqu’en 2019  pour prolonger la durée du vie du réacteur pour 30 années supplémentaires. Le rééquipement des turbines et des alternateurs a permis d'augmenter de 6% la puissance globale de l’installation, pour la porter à 683 MW.